# Cymopterus multinervatus
Cymopterus multinervatus là một loài thực vật có hoa trong họ Hoa tán. Loài này được (J.M.Coult. & Rose) Tidestr. mô tả khoa học đầu tiên năm 1935.